# Тодор Запрянов
Тодор Запрянов Станчев е български учител, журналист и революционер, участник в националнореволюционна борба за освобождаването на България.

## Биография
Роден е на 25 февруари 1836 г. в село Куручешме, днес Горски извор, Хасковско. От 1846 г. учи в хасковското взаимно училище, а след това –  Пловдив при Йоаким Груев. След като завършва пловдивското училище става студент, от 1856 до 1860 г., в Московския университет, изпратен там за сметка на Хасковската българска община. Там попада под влиянието на Любен Каравелов, Нешо Бончев и Марин Дринов и установява близки, приятелски отношения с Константин Миладинов и Райко Жинзифов, под чието влияние придобива своя революционен мироглед.
През 1860 г. поради болест се завръща в Хасково. Като главен учител в Мъжкото класно училище Запрянов прави някои значителни промени, което води до коренен прелом в учебната дейност. Гръцкият език е изхвърлен от учебните програми, успоредно с премахването му от църковното богослужение, което предизвиква омразата на местните гъркомани. Въвежда изучаването на руски език. Подкрепя нововъведените годишни изпити, провеждани в края на учебната година.
През 1864 г. емигрира в Румъния и влиза в обкръжението на българските хъшове. Установява се в Гюргево, където работи като учител, публицист и редактор. След създаването на Тайния централен български комитет в Букурещ през 1866 г. става член на неговия първи „сокурсален“ (спомагателен) комитет. Сътрудничи на в. „Народност“.
Заминава за Виена в 1868 г., за да изучава фотография. През 1869 г. е един от учредителите на Българското книжовно дружество в Браила. Жени се за Александрина Стоянова, първата българска актриса в румънски театър. Работи като учител в Браила, а през 1873 г. – в Конгаз, Бесарабия.
През 1876 г. заминава за Русия с цел събиране на парични средства и дрехи, предназначени за българските доброволци в Сръбско-българска война.
При обявяването на Руско-турска война Тодор Запрянов става драгоманин (преводач) в щаба на руския Девети корпус. Така той взима участие във форсирането на река Дунав и последвалото превземане на Никопол през 1877 г. Едва след зимното преминаване на Стара планина от войските на ген. Йосиф Гурко и последващото овладяване на София, Пловдив и Одрин, в които операции взима участие, при преминаването в Тракийската област успява за кратко да се отбие в Хасково и Горски извор, за да навести близките си.
След Освобождението Тодор Запрянов е преводач и писар в канцеларията на Пловдивския губернатор, а след това е председател на административния съвет в Хасково.
Награден е с орден „Свети Станислав“ III степен за участието му във войната.
Разболял се от тежка форма на туберкулоза, Тодор Запрянов Станчев почива на 29 март 1879 г. в град Хасково.